# Fusnota
Za korištenje na Wikipediji pogledajte Wikipedija:navođenje izvora i Wikipedija:Fusnote.
Fusnota ili podrubna bilješka je riječ njemačkog podrijetla (njem. Fuss -podnožje, Note - bilješka) koja označava bilješku, napomenu stavljenu na dno stranice teksta. Fusnota dodatno objašnjava ili upućuje na dodatno objašnjenje, a može sadržavati citat ili referencu za dio teksta uz koji je postavljena.
U hrvatskom jeziku je to opća imenica ženskog roda.
Oznaka fusnote je najčešće eksponirani broj: 1 za prvu fusnotu na strani, 2 za drugu fusnotu itd.
Javlja se i oblik s indeksom u uglastim zagradama: [1]. Umjesto broja, mogu se koristiti drugi tipografski znaci, s različitim formatiranjem, kao što su (*), *), ili kombinacija slova i broja.
S dominacijom engleskog jezika u računalnoj obradi teksta, često se umjesto fusnota čuje futnota (engl. foot-note), s istim značenjem. U hrvatskom jeziku postoji istoznačnica koja nije u širokoj uporabi: podrubnica, a koristi se i općenitija riječ bilješka. Za razliku od fusnote, koja se stavlja na dno stranice, endnota (engl. end - kraj, završni, note - bilješka) je skup svih fusnota i stavlja se na kraj poglavlja ili na kraj cjelokupnog djela. Endnote ne narušavaju izgled strane, ali mogu stvarati poteškoće čitatelju pri stalnom prebacivanju između teksta i napomena, pogotovo ako označavanje za svako poglavlje počinje iznova od broja 1.
Po Pravopisu, ako fusnota objašnjava neku pojedinost u rečenici, fusnota se stavlja iza te riječi, a ispred pravopisnog znaka ili znaka za kraj rečenice ako je ta riječ na kraju. Ako, pak, objašnjava sadržaj cjelokupne rečenice, onda se fusnota piše iza znaka za kraj rečenice.